# Ors
Ors ist eine französische Gemeinde mit 639 Einwohnern (Stand 1. Januar 2022) im Département Nord in der Region Hauts-de-France. Sie gehört zum Arrondissement Cambrai und ist Mitglied im Gemeindeverband Caudrésis et Catésis. Die Bewohner werden Orsois und Orsoises genannt.

## Geografie
Die Gemeinde Ors liegt im Regionalen Naturpark Avesnois am Canal de la Sambre à l’Oise, der die Sambre mit der Oise verbindet, etwa 30 Kilometer südöstlich von Cambrai. Auf dem Gemeindegebiet befindet sich der 730 Hektar große Wald Bois-l’Évêque.
Umgeben wird Ors von den sieben Nachbargemeinden:
| Forest-en-Cambrésis | Fontaine-au-Bois                            | Landrecies |
| Pommereuil          | Kompassrose, die auf Nachbargemeinden zeigt |            |
| Bazuel              | Catillon-sur-Sambre                         | La Groise  |

## Geschichte
Der Ort entstand an der Stelle einer Befestigung, die im 13. Jahrhundert angelegt wurde, um Cambrai an vorgelagerter Stelle zu schützen. Die Festung wurde 1429 im Hundertjährigen Krieg zerstört.
Gegen den Canal de la Sambre à l’Oise wurde am 4. November 1918 ein Angriff von britischen Truppen gegen die deutschen Stellungen geführt. Der Dichter Wilfred Owen starb bei diesem Angriff am Kanal südlich von Ors und ist zusammen mit 59 anderen britischen Soldaten auf dem Gemeindefriedhof von Ors begraben worden. Nördlich des Ortes an der Départementstraße D559 im Bois l’Évêque gibt es ein Haus, in dem Owen seine letzte Nacht verbrachte. Seit 2011 ist das Maison forestière Owen eine Gedenkstätte für den Dichter. Am Rande von Ors befindet sich der Soldatenfriedhof Ors British Cemetery mit insgesamt 107 Gräbern britischer Soldaten.
In Ors wird seit dem Mittelalter im Sommer ein Lanzenstechen auf dem Kanal veranstaltet, für das der Ort bekannt ist.

## Sehenswürdigkeiten
- Stein mit Wetzrille aus der Frühgeschichte im Grand Bois Lévêque, seit 1980 als Monument historique eingeschrieben
- Festung aus dem Mittelalter, seit 1993 als Monument historique eingeschrieben
- Mariä Himmelfahrts-Kirche, 1858 errichtet
- Kapelle Saint-Roch
- Waldhaus „Wilfred-Owen“ in Gedenken an Wilfred Owen, 2011 erbaut
- Zwei britische Soldatenfriedhöfe

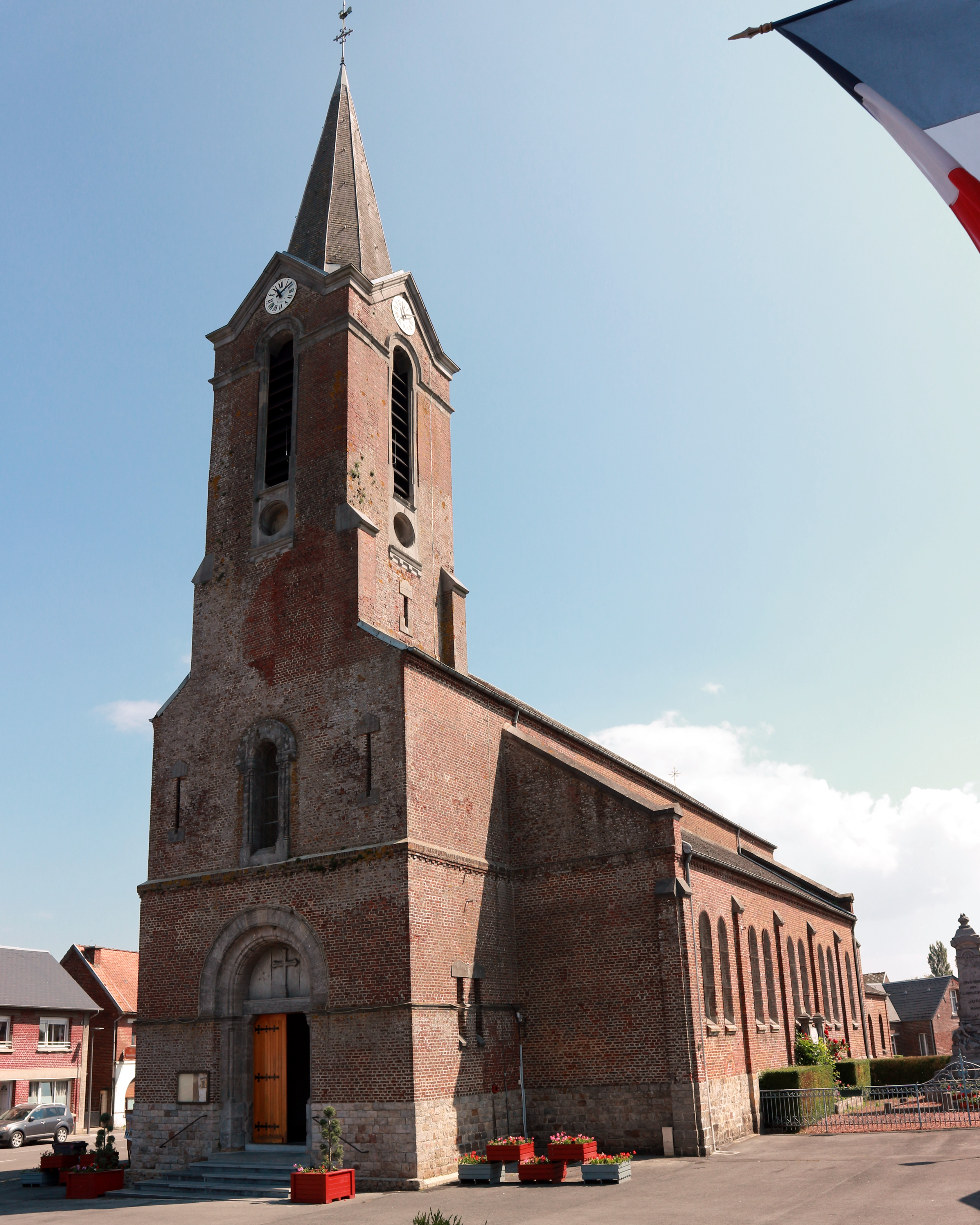
Kirche Mariä Himmelfahrt
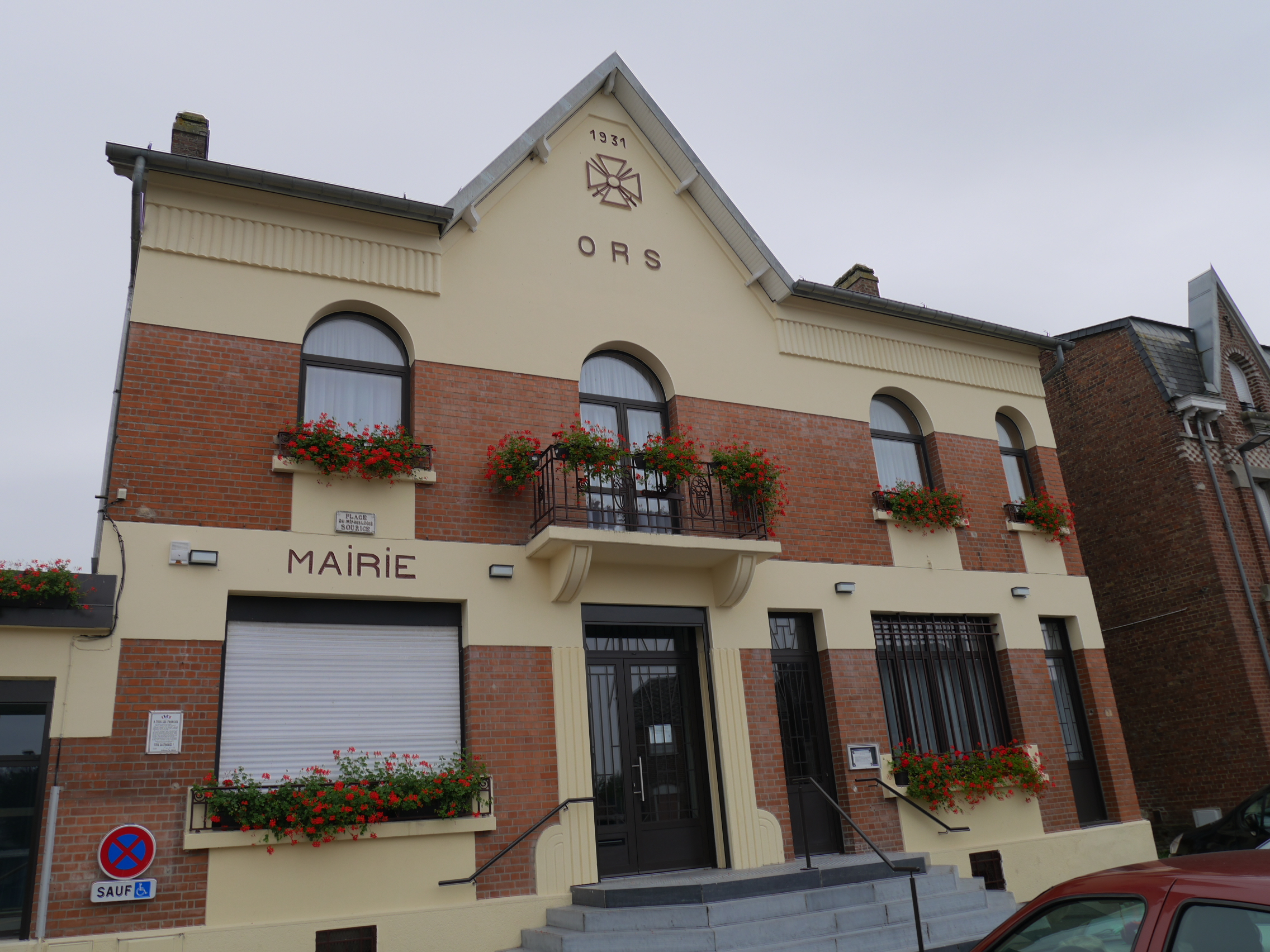
Rathaus (mairie)
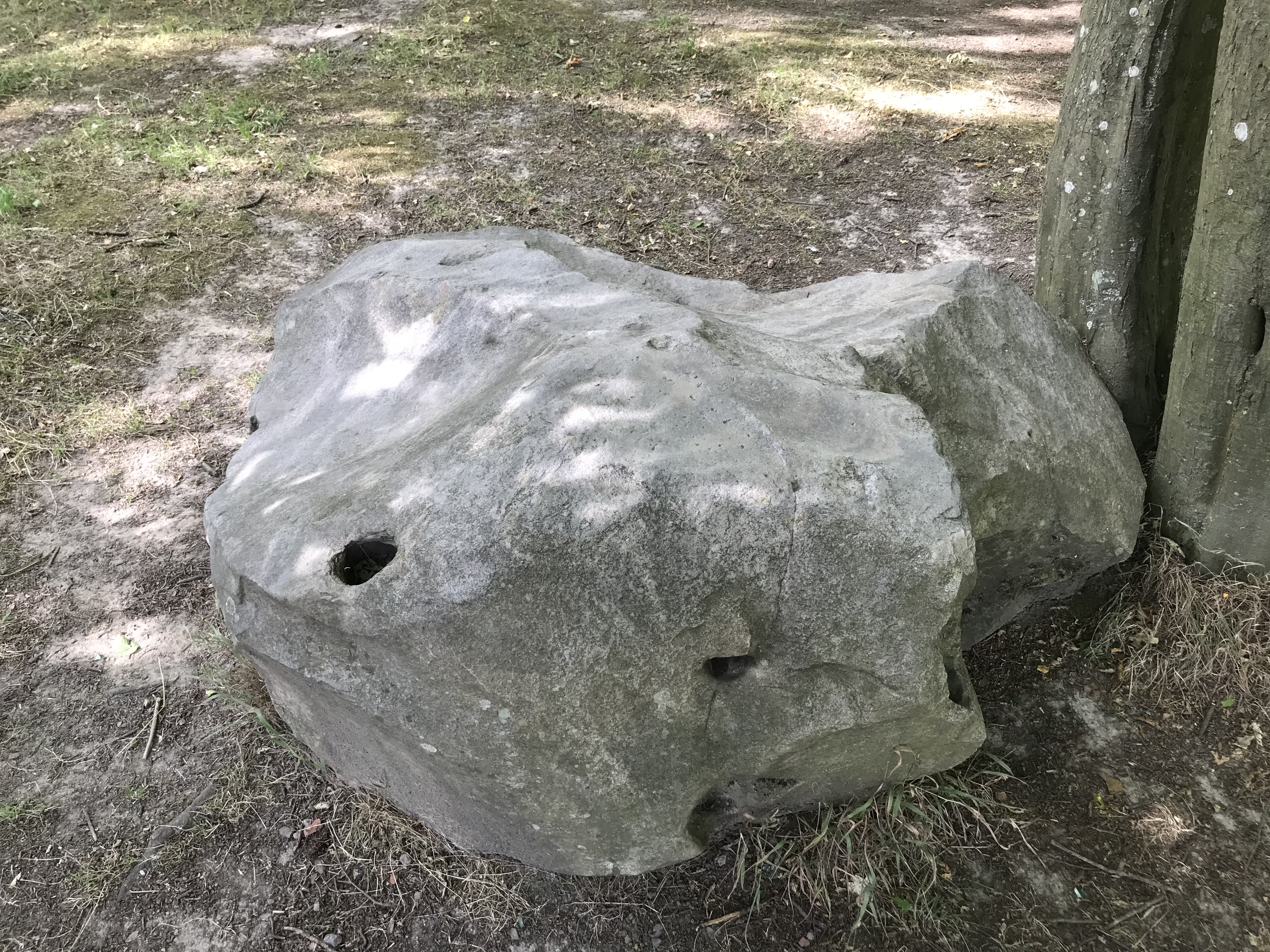
Stein mit Wetzrille
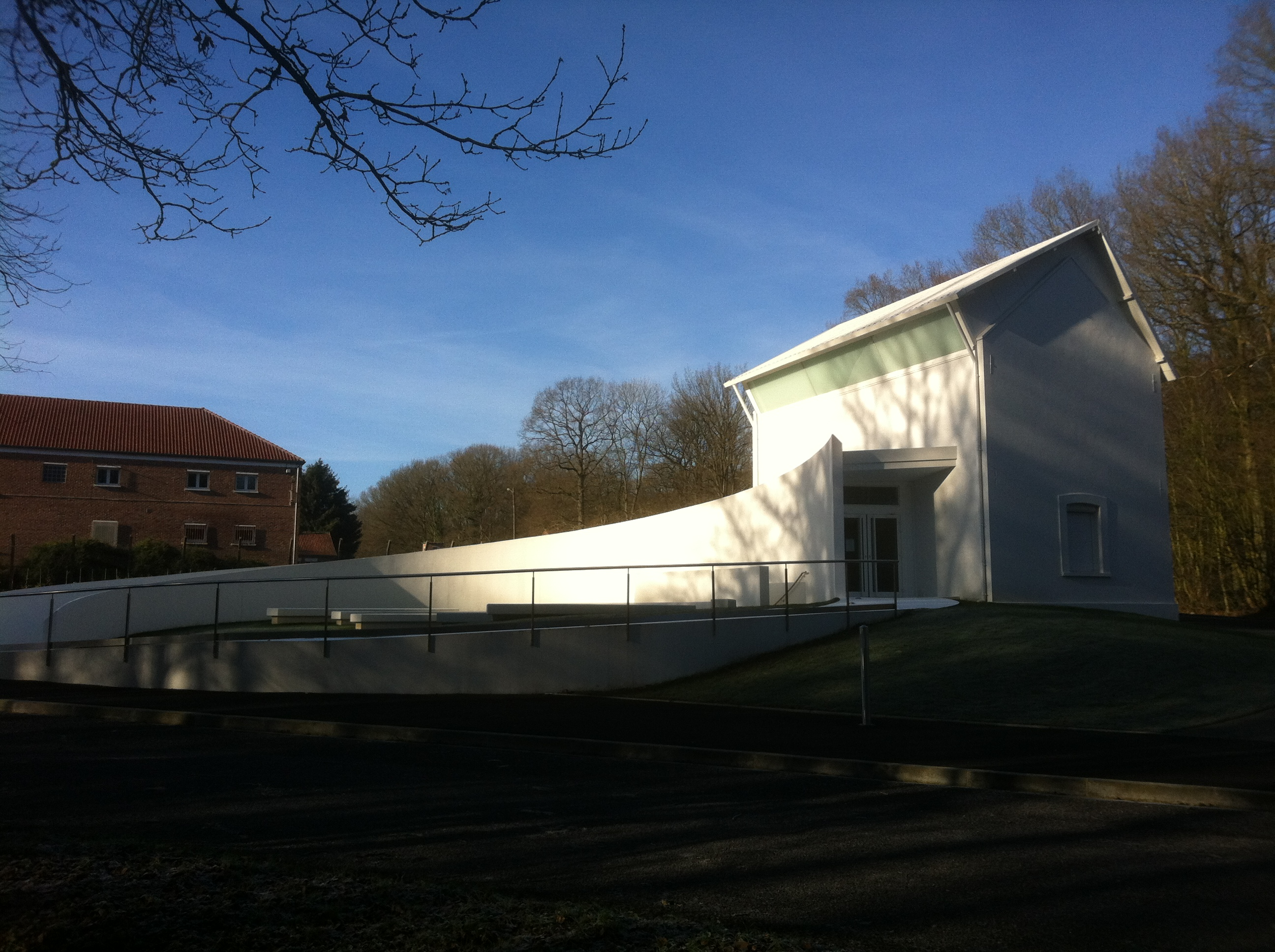
Waldhaus „Wilfred-Owen“